# Kati Outinen
Kati Outinen (Helsinki, 17 de agosto de 1961) es una actriz finesa que ha interpretado varios papeles protagónicos en las películas de Aki Kaurismäki.
Nació en Helsinki y estudió interpretación bajo la tutela de Jouko Turkka, aunque nunca perteneció a su escuela ni se asoció a su metodología de actuación. Su primer papel importante fue en la película de 1980 Pido permiso para nacer, dirigida por Tapio Suominen. También participó en la película de 1984 Aikalainen.
Además de ganarse una reputación en su país por su interpretación en distintos papeles en obras de teatro y dramas televisivos, adquirió fama internacional, sobre todo en Alemania y Francia, por sus apariciones en las películas de Aki Kaurismäki. Su primera colaboración con este fue en la película de 1986 Sombras en el paraíso. En el año 2002 obtuvo el premio a la mejor actriz en el Festival de Cannes por la película Un hombre sin pasado.
Dio clases de interpretación en la Academia de Teatro de Helsinki entre los años 2002 y 2013.

## Filmografía parcial
- Sombras en el paraíso (1986)
- Hamlet vuelve a los negocios (1987)
- La chica de la fábrica de cerillas (1990)
- Agárrate el pañuelo, Tatiana (1994)
- Nubes pasajeras (1996)
- Sairaan kaunis maailma (1997)
- Un hombre sin pasado (2002)
- Sauna (2008)
- Divorcio a la finlandesa (2009)
- Le Havre (2011)
- Mieletön elokuu (2013)
- True Crimes (2016)

## Premios y distinciones
Festival Internacional de Cine de Cannes
| Año  | Categoría    | Película             | Resultado |
| ---- | ------------ | -------------------- | --------- |
| 2002 | Mejor Actriz | Un hombre sin pasado | Ganador   |